# Uyo
Uyo – miasto w Nigerii, stolica stanu Akwa Ibom. Liczy około 370 tys. mieszkańców. Jest siedzibą Uniwersytetu Uyo.